# The Aces (Britse band)
The Aces is een al lang bestaande Britse rock-'n-rollband uit Kingston upon Hull, East Riding of Yorkshire, die al meer dan vijftig jaar speelt. Op het hoogtepunt van hun succes in de jaren 1960 ondersteunden ze zowel The Beatles als The Rolling Stones en brachten ze singles uit in het Verenigd Koninkrijk en de Verenigde Staten.

## Geschiedenis
The Aces begonnen te spelen in Hull tijdens de Britse skiffle-boom van de late jaren 1950. De bezetting veranderde een paar keer, maar stabiliseerde zich met een kwartet bestaande uit Eric Lee (zang), broers Brian Gatie (gitaar) en Adrian Gatie (drums) en Johnny Pat op bas. Ze werden gecontracteerd door Parlophone tijdens het beatboom-tijdperk.
Ze brachten twee Britse singles uit met Parlophone: Wait Till Tomorrow in december 1963 (met de B-kant The Last One) en I Count The Tears, een cover van de hit van The Drifters, in februari 1964 (met de B-kant But Say It Isn't So). In de Verenigde Staten verscheen I Count The Tears als Counting Tears bij het Stellar-label in augustus 1964. Ze toerden door het Verenigd Koninkrijk en speelden als voorprogramma van zowel The Beatles als The Rolling Stones. Bassist en officieuze frontman Johnny Pat speelde ook met de andere Hull-band The Small Four, die onder contract stond bij Pye Records en Jimi Hendrix ondersteunde.
De Aces blijven regelmatig presteren en zijn nu al meer dan vijftig jaar actief in de showbusiness. Ze treden vaak op als onderdeel van liefdadigheidsacties en worden beschreven als een rock-'n'-roll band met een enorme en enthousiaste aanhang. In de Queen's Birthday Honours 2017 ontving Johnny Pat de British Empire Medal (BEM) voor diensten aan fondsenwerving voor goede doelen en de gemeenschap in Hull en East Riding of Yorkshire.

## Discografie

### Verenigd Koninkrijk
- 1963: Wait Till Tomorrow (Parlophone) (B-kant: The Last One)
- 1964: I Count The Tears (Parlophone) (B-kant: But Say It Isn't So)

### Verenigde Staten
- 1964: Counting Tears (Stellar) (B-kant: But Say It Isn't So)